# Онкативо
Онкативо (исп. Oncativo) — город и муниципалитет в департаменте Рио-Сегундо провинции Кордова (Аргентина). 

## История
В 1822 году в этих местах был основан пост. Во время гражданских войн в районе этого поста в 1830 году состоялось сражение между силами Факундо Кироги и Хосе Марии Паса.
В 1869 году возле поста было основано поселение Онкативо. В 1886 году здесь была проведена железная дорога, и в 7,5 км от поста была построена железнодорожная станция. После этого пост был заброшен, а поселение стало расти вокруг железнодорожной станции, чему сильно способствовал приток иммигрантов из Италии и Испании.